# Sertão Santana
Sertão Santana es un municipio brasileño del estado de Rio Grande do Sul.
Su población estimada para el año 2003 era de 5.536 habitantes.
Ocupa una superficie de 251,6 km².